# 梵壽綱
梵壽綱（日语：／，1934年1月17日—），本名田中俊郎，是日本的建築師、藝術家和思想家，他因其建築設計而被譽為日本的安东尼·高第。

## 筆名
梵壽綱這個假名結合了吠陀梵語文獻（奥义书）和他的養父諡號的概念。其中結合了「梵」（Von）或意味「究極的現實」，「壽」（Jour）意味著「幸福的生活」，綱（Caux）則意味著「繩索」，而建築師將這解釋為「一條牢固的繩索，連接著幸福的生活與最終現實之間」。 梵壽綱也是他養父的諡號。

## 職業生涯
梵壽綱於早稻田大學學習建築後，於1958年開設一家建築事務所。1962年，他前往芝加哥並受到路德維希·密斯·凡德羅等建築師的啟發，並在芝加哥藝術學院學習繪畫、雕塑和藝術與工藝，他在那裡遇到他未來的妻子。.
1971年，他放棄傳統的建築實踐，並於1974年與妻子成立一個名為「Art Complex」的藝術家工匠團體，並於同年採用了筆名梵壽綱。該團體的第一個項目是東京的早稲田多拉多和世陀，1985年，他設計位於東京東大和市的向大村老人之家，關注建築物中發生的生命終結現象。1990年，他設計了東京的和泉之門公寓大樓。 該建築的外觀設有巨大的女性雕塑，其頭髮像瀑布一樣垂落，並與建築物底層的火炬混合在一起。

## 設計
梵壽綱曾被譽為日本的高第。他的作品經常採用類似的造型邏輯構成元素，並加入了來自密宗佛教和萬物有靈論的意識形態。 他的作品與新藝術運動的折衷目錄更為相關。 與高第相比，梵壽綱給了他的工匠完全的自主權。

## 外部連結
- 官方網站 （页面存档备份，存于）